# 鄭惟㦃
郑惟㦃（越南语：／；？—1516年），后黎朝大臣。
鄭惟㦃是清化府壽春縣人，為后黎朝開國功臣鄭克復的后代。1509年，鄭惟㦃與兄長鄭惟岱一起追隨黎瀠，推翻了黎威穆帝。鄭惟㦃因功被封為美惠侯。1511年，陳珣叛軍攻打東都，鄭惟㦃被叛軍大敗，僅剩三十餘人。但鄭惟㦃率餘部趁夜冒死殺入敵營，殺死陳珣，並將武將陳真收為養子，因而得到襄翼帝的重用，進封源郡公。
1515年，鄭惟㦃奉襄翼帝黎瀠之命，與瑞郡公吳柄同為都將、御史臺僉都御史范謙柄為贊理軍務，攻馮章叛軍於三島山間，馮章敗逃。
襄翼帝昏庸殘暴，鄭惟㦃多次勸諫，卻被襄翼帝處以廷杖。1516年，陳暠叛亂，威脅到東都昇龍，鄭惟㦃、黎廣度、程志森等人整備軍械，聲言討賊，卻陰謀廢立之事。鄭惟㦃等人遣金吾護衛三千餘人入北辰門，襄翼帝以為亂軍攻至，出寶慶門外，鄭惟㦃率兵在太和門將襄翼帝殺死，降為愍厲王。
鄭惟㦃隨後主持朝會，欲立穆懿王之子黎光治為新君，武佐侯冯迈跟他意见不和，想立錦江王之子黎椅为帝。鄭惟㦃殺之，讓黎光治繼位。但未及三日，安和侯阮弘裕在菩提津起兵，焚毀東都，聲言討伐鄭惟㦃弑君之罪。鄭惟㦃的兄長郑惟岱將黎光治劫持到了西都。鄭惟㦃便與宗室大臣商議，將黎椅擁上皇位，是為黎昭宗。鄭惟㦃見東都殘破，便將黎昭宗劫持到西都。陳暠趁機攻取東都。
黎昭宗在西都起兵討伐陳暠，鄭惟㦃自天關，阮弘裕自長安、莅仁，平富侯阮文慮、永興侯鄭綏亦率水步兵並進，圍攻東都。在經過一系列激戰之後，東都被收復。鄭惟㦃又奉命，同阮弘裕、廣福伯阮克讓一起圍剿陳暠餘黨，但鄭惟㦃因輕敵，在至靈縣被陳暠包圍。鄭惟㦃身先士卒，寡不敵眾，與部將阮尚被陳暠俘虜，押至萬劫行館殺害。